# Grumello Cremonese ed Uniti
Grumello Cremonese ed Uniti (Grümél in dialetto cremonese) è un comune italiano di 1 698 abitanti della provincia di Cremona . Degna di nota Villa Affaitati.

## Geografia fisica
Il capoluogo comunale, Grumello Cremonese, si trova circa 15 chilometri a ovest della città di Cremona. Il territorio comunale è sostanzialmente pianeggiante, anche se presenta alcuni avvallamenti dovuti alla presenza, secoli fa, dello scomparso lago Gerundo formato dalle esondazioni dell'Adda.

## Storia
Grumello è una località agricola di antica origine. Da Grumello, in epoca romana, passava la via Regina, strada romana che collegava il porto fluviale di Cremona (la moderna Cremona) con Clavenna (Chiavenna) passando da Mediolanum (Milano).
In età napoleonica (1810) al comune di Grumello furono aggregati i comuni di Farfengo, Fengo e Zanengo; il comune assunse il nome di Grumello con Farfengo; i 3 comuni aggregati recuperarono l'autonomia con la costituzione del Regno Lombardo-Veneto (1816), e Farfengo fu aggregata definitivamente nel 1841.
Nel 1862 il comune assunse la denominazione di Grumello con Farfengo Cremonese, per distinguersi da altre località omonime. Nel 1867 al comune di Grumello fu aggregato il soppresso comune di Zanengo. Nel 1915 il comune assunse la denominazione di Grumello Cremonese ed Uniti, che mantiene tuttora.

### Simboli
Lo stemma comunale, concesso con regio decreto del 18 ottobre 1928, è d'azzurro, alla fascia scaccata di rosso e d'argento, di dieci tiri e tre file, accompagnata in capo da un drago e in punta da un leone, entrambi d'oro. Il gonfalone è un drappo di bianco.

## Monumenti e luoghi d'interesse
- Villa Affaitati Trivulzio
- Villa Stanga Borromeo

## Società

### Evoluzione demografica
Abitanti censiti

## Geografia antropica
Il territorio comunale comprende il capoluogo (Grumello Cremonese) e le frazioni di Farfengo e Zanengo.

## Infrastrutture e trasporti
I centri abitati di Farfengo e di Grumello Cremonese furono serviti dal 1926 al 1956 dalla linea ferroviaria Cremona-Iseo, con due coppie di treni nei giorni feriali che percorrevano la tratta Cremona Porta Milano-Soncino.
Oggi il comune è servito da autobus, il cui servizio è gestito da STAR Mobility S.p.A., che passano per tutto il comune diretti a Cremona, Soresina e Soncino.